# UGC 121
UGC 121 es una galaxia espiral barrada localizada en la constelación de Andrómeda.